# Địa điểm linh thiêng

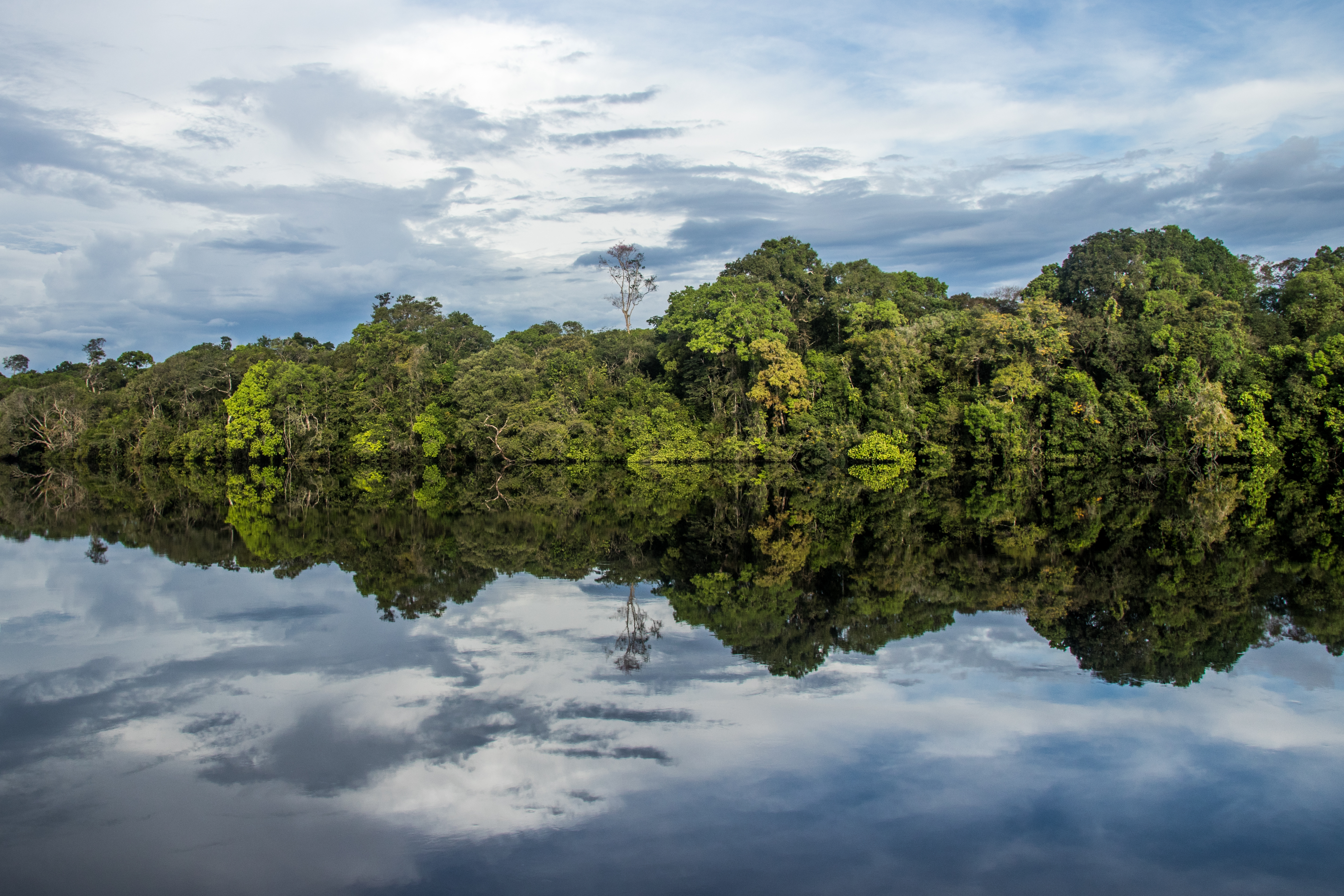
Rừng Jaú là khu rừng thiêng của người da đỏ ở vùng Amazon (Amazonia)

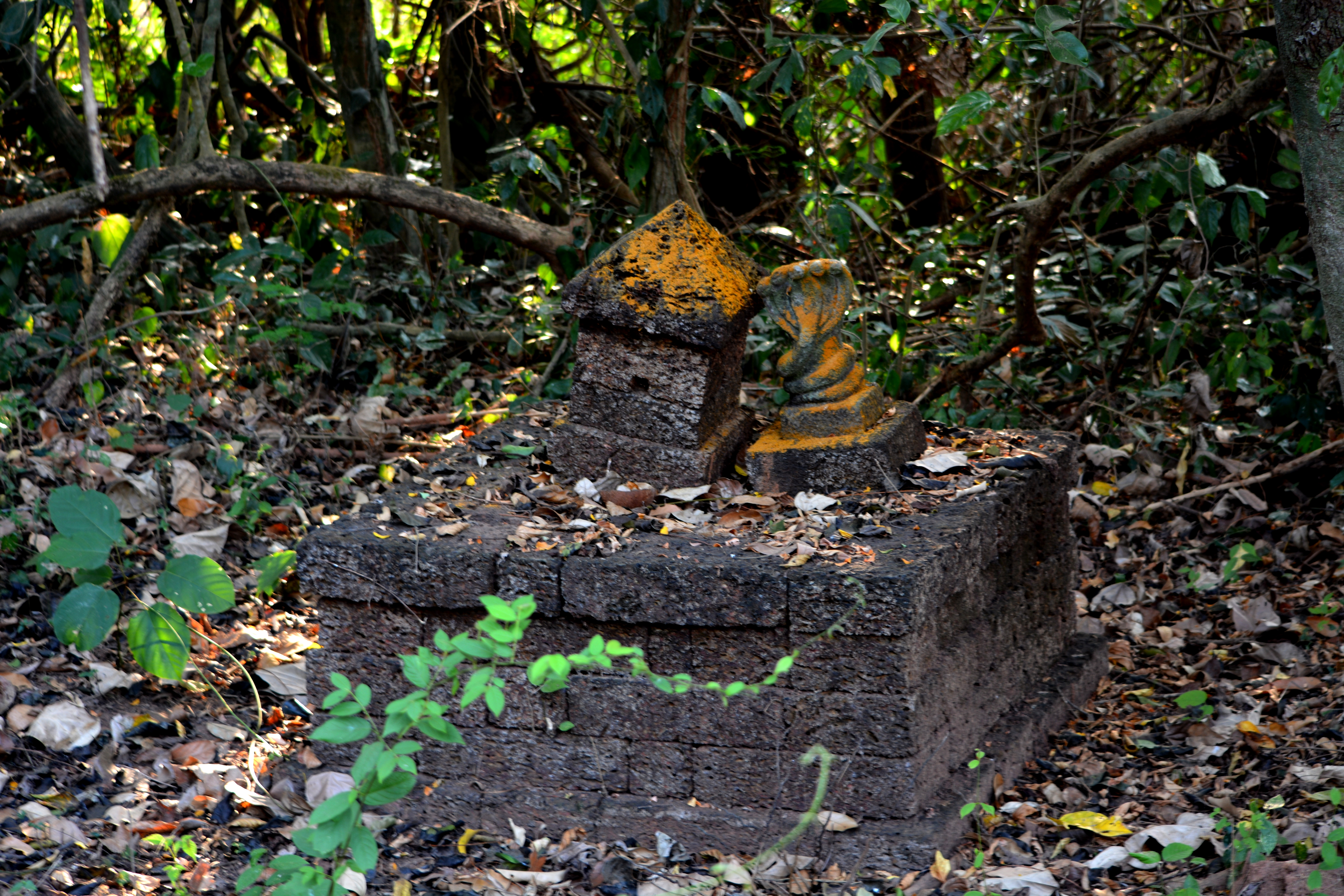
Một di tích thánh địa ở Ấn Độ

Địa điểm linh thiêng (Sacred natural site) hay địa điểm thánh thiêng (linh địa hay thánh địa) là một địa điểm tự nhiên hoặc một vùng đất hay vùng nước rộng có ý nghĩa tinh thần đặc biệt đối với các dân tộc và cộng đồng địa phương. Các địa điểm tự nhiên thiêng liêng bao gồm tất cả các loại đặc điểm tự nhiên bao gồm những ngọn núi thiêng, những khu rừng thiêng, vùng nước thiêng, cây cối, sông, hồ, suối thiêng, đầm phá, hang động, đảo, cù lao, chúng thường được coi là không gian thánh thiêng. Các địa điểm linh thiêng chỉ là một trong nhiều lĩnh vực tương tác với thiên nhiên của các tôn giáo, tín ngưỡng. Hầu hết nếu không phải tất cả các tôn giáo đều có thần thoại, vũ trụ học, thần học hoặc ứng xử có đạo đức liên quan đến trái đất, thiên nhiên và đất đai.
Một mối quan tâm đến các địa điểm tự nhiên thiêng liêng từ góc độ bảo tồn thiên nhiên có thể nằm ở các thành phần của sự đa dạng sinh học mà chúng hàm chứa, chẳng hạn như các loài động vật và thực vật, môi trường sống và hệ sinh thái, cũng như các động lực và chức năng sinh thái hỗ trợ cuộc sống trong và ngoài địa điểm. Sự liên kết với đa dạng sinh học có thể là bất kỳ văn hóa con người riêng biệt nào chăm sóc và coi chúng là thiêng liêng. Những dòng sông thiêng liêng là những ví dụ về địa điểm thiên nhiên thiêng liêng và sự tôn kính của họ là một hiện tượng được tìm thấy trong một số tôn giáo, đặc biệt là các tôn giáo tôn kính thiên nhiên. Ví dụ: Tôn giáo có nguồn gốc từ Ấn Độ của Phật giáo, Ấn Độ giáo, Đạo Kỳ Na và Đạo Sikh tôn kính và bảo tồn những khu rừng thiêng của Ấn Độ, Núi thiêng ở Ấn Độ và những dòng sông linh thiêng. Trong số những con sông thiêng liêng nhất trong Ấn Độ giáo là sông Hằng, sông Yamuna, và sông Sarasvati. Những con sông thiêng liêng khác đối với tôn giáo Ấn Độ bao gồm sông Rigvedic, sông Narmada, sông Godavari và sông Kaveri, sông Vedas và sông Gita.

## Đại cương

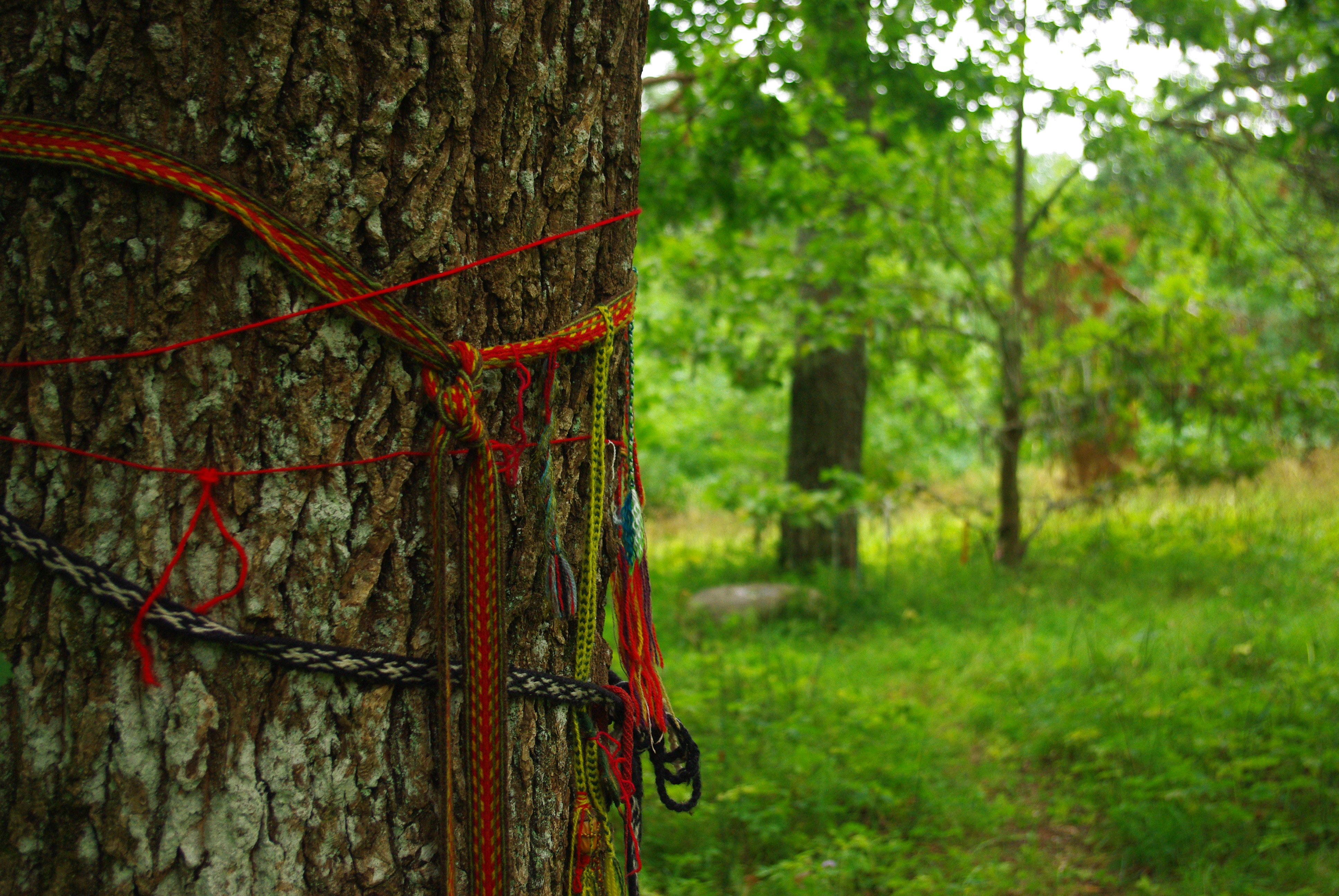
Một khu rừng thiêng ở Estonia

Các địa điểm linh thiêng gắn liền với các nền văn hóa có thể có các thể chế và quy tắc gắn liền với chúng. Các tổ chức này có thể mang tính chất tôn giáo hoặc tâm linh và có thể khác biệt với các bộ phận khác của xã hội, trong khi ở một số cộng đồng người bản địa và truyền thống, các tổ chức tư tế địa điểm linh thiêng được tích hợp chặt chẽ trong xã hội với rất ít sự phân biệt giữa thiêng liêng và thế tục, tôn giáo và dân sự. Trong một số trường hợp, các địa điểm tự nhiên linh thiêng thường được điều chỉnh hoặc quy định bằng điều cấm kỵ nhằm hạn chế sự xâm nhập của các nhóm xã hội và phụ nữ bị gạt ra ngoài lề xã hội, do đó cụ thể hóa việc loại trừ các nhóm này. Từ đó, trong khi đánh giá khả năng tích hợp các hệ thống truyền thống cai quản các địa điểm tự nhiên thiêng liêng với các phương pháp bảo tồn chính thức, các bên cần chú ý đến cách thức mà sự phân tầng xã hội đóng vai trò trong cách thức hoạt động của các hệ thống truyền thống này, sao cho nhạy cảm với các vấn đề xã hội-xã hội và công bằng kinh tế.
Một số địa điểm tự nhiên thiêng liêng được kết nối với các hệ thống và thể chế văn hóa xã hội, một số phức tạp hơn những địa điểm khác và với các động lực thay đổi và tương tác văn hóa khác nhau. Nhiều địa điểm tự nhiên linh thiêng được thành lập dưới công sức của những người bản địa hoặc tín ngưỡng dân gian và tâm linh, và nhiều địa điểm sau đó đã được các tôn giáo chính thống chấp nhận hoặc đồng lựa chọn. Do đó, có một sự phân lớp và pha trộn đáng kể giữa các hệ thống tôn giáo và tâm linh hoặc tín ngưỡng khác. Trong các tôn giáo chính thống lớn hơn có thể có nhiều nhóm nhỏ tự trị hoặc bán tự trị. Trong khi 50% dân số thế giới tuyên bố thuộc về Kitô giáo hoặc Hồi giáo và nhiều người khác là Hindu hoặc Phật giáo, thì có 80% tất cả mọi người đều cho rằng một tôn giáo chính thống, một phần lớn trong số đó tiếp tục tuân theo ít nhất một số truyền thống hoặc tín ngưỡng dân gian. Nhiều địa điểm linh thiêng sau này được lựa chọn làm điểm du lịch tâm linh thu hút khách hành hương và khách du lịch.

## Những thánh địa

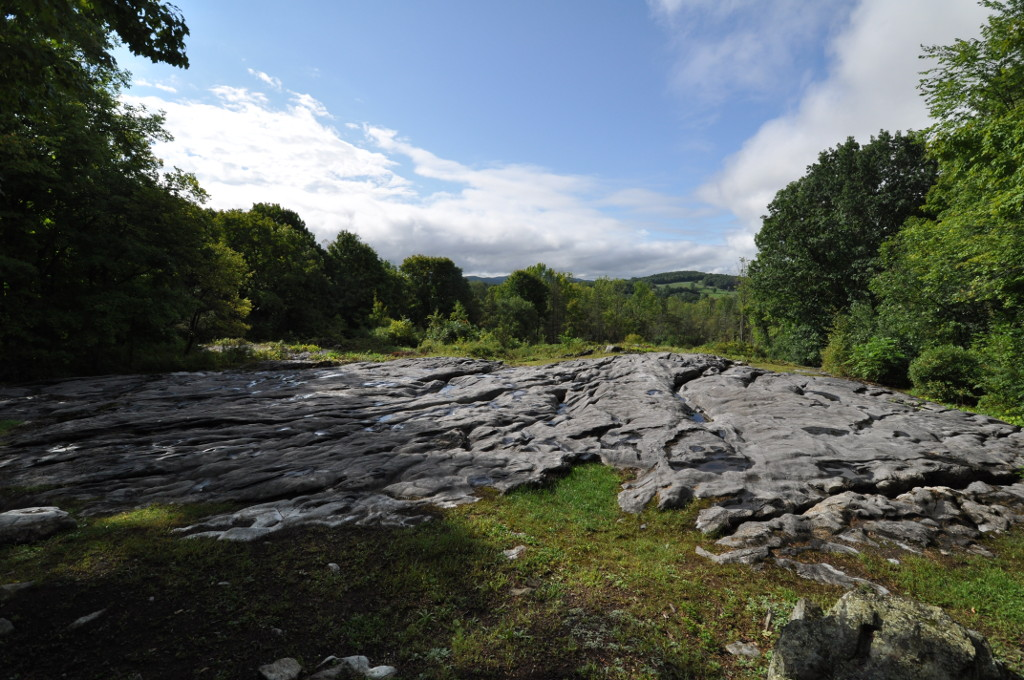
Khu vực "Đá thăng thiên" (Ascension rock) nơi một số tín nhân phái Millerite chờ đợi sự tái lâm của Chúa Giêsu hiển hiện

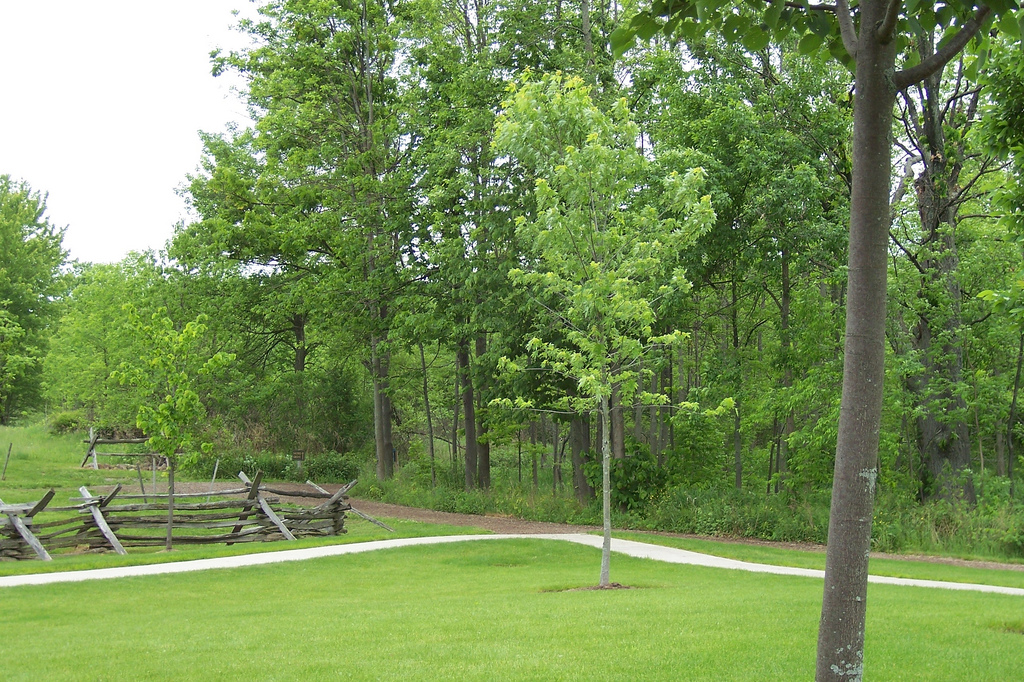
Khu rừng thiêng của Mặc Môn giáo

Đối với những tín nhân theo tín lý Cơ đốc Phục lâm An thất nhật thì Khu vực "Đá thăng thiên" (Ascension rock) ở Hampton, New York nơi một số tín nhân phái Millerite chờ đợi sự tái lâm của Chúa Giêsu hiển hiện và xem đây là một địa điểm linh thiêng, nhưng đã vỡ mộng và đại thất vọng (Great Disappointment). Nhà sáng lập giáo phái Cơ Đốc phục lâm là ông William Miller đã tiên đoán trên cơ sở Đa-ni-ên 8: 14–16 và "nguyên tắc ngày-năm" rằng Chúa Giê-su Christ sẽ trở lại Trái đất từ mùa xuân năm 1843 đến mùa xuân năm 1844. Vào mùa hè năm 1844, Millerites tin rằng Chúa Giê-su sẽ trở lại vào ngày 22 tháng 10 năm 1844, được hiểu là Ngày Chuộc tội trong Kinh thánh cho năm đó nhưng sự đoán của Miller đã thất bại dù Hiram Edson và những người Millerite khác trong đó có bà Ellen White tin rằng tính toán của Miller là đúng chỉ là Chúa Giê-su đã tái lâm vào Đền thờ ở trên trời.
Đối với những tín nhân Mặc Môn giáo thì khu rừng thiêng nơi nhà sáng lập Joseph Smith cho biết có lần thị kiến đầu tiên xảy ra vào mùa xuân năm 1820 khi được gặp Cha Thiên thượng (đức Giê-hô-va) và Vị Nam tử của Ngài (Chúa Jesus), đây là một khu vực có khu rừng ở phía tây New York gần nhà của Joseph Smith nơi diễn ra sự kiện quan trọng của phong trào Thánh Hữu Ngày Sau. Vị trí chính xác của khu rừng thiêng này không được xác định chắc chắn, nhưng nó có thể nằm ở phía tây ngôi nhà thời thơ ấu của Smith ở ranh giới của các thị trấn Palmyra và Manchester Nữu Ước. Khu vực này vào thời điểm đó đang được gia đình Smith dọn sạch để làm nông, những người trong gia đình Smith cũng đang thu hoạch xi-rô phong từ lâm thổ sản ở đây. Khu vực này sau đó đã được Giáo hội Các Thánh hữu Ngày sau của Chúa Giê Su Ky Tô (Nhà thờ LDS) mua đứt và trở thành nơi đáng quan tâm, được cho phép khách du lịch đến thăm viếng. Các Thánh Hữu Ngày Sau xem nơi này như một  địa điểm thiêng liêng. Khu Rừng Thiêng Liêng được xếp hạng là Nơi Thánh Thiêng Thứ 74 trên Trái Đất.

## Chú thích

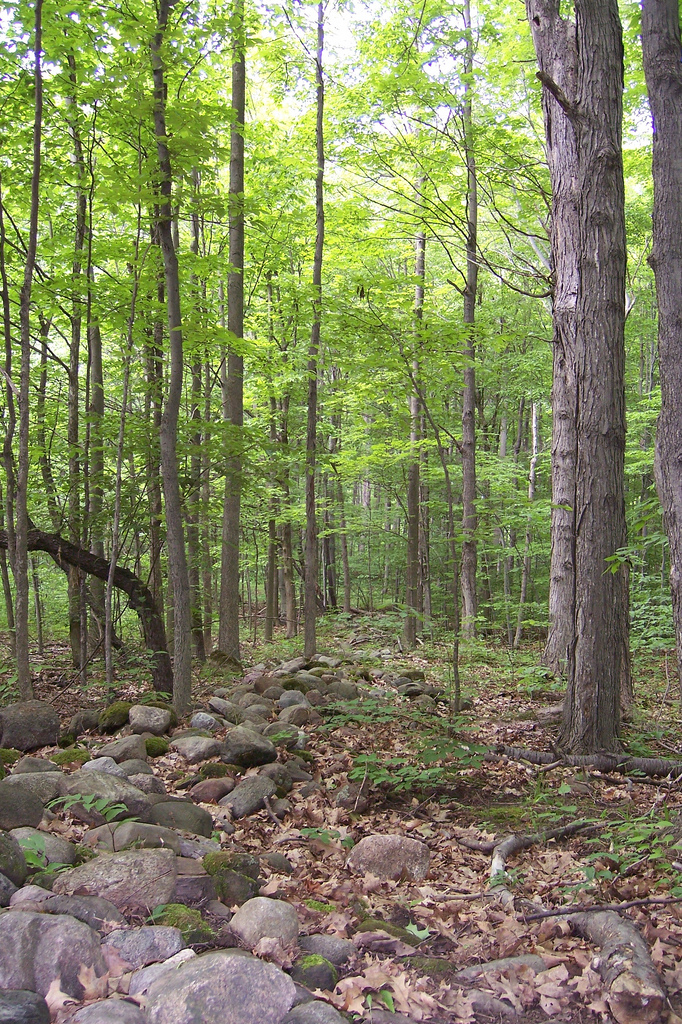
Khu rừng thiêng Mặc Môn giáo